# Saint-Josse
Saint-Josse è un comune francese di 1 228 abitanti situato nel dipartimento del Passo di Calais nella regione dell'Alta Francia.
Prende il nome da san Giudoco (ovvero Josse), che nel VII secolo vi fondò l'abbazia attorno a cui si sviluppò la cittadina.

## Società

### Evoluzione demografica
Abitanti censiti